# Фернан Жакар
Фернан Алфред Жакар (Шо де Фон, 8. октобар 1907 — Љутри, 15. април 2008) био је швајцарски фудбалер и тренер. Играо је на позицији везног играча. Рођен је у Шо де Фону, а умро је у Љутрију.

## Каријера

### Играч
Жакар је играо у млађим категоријама за Етоал-Спортинг и дошао је у њихов први тим 1924. године. Остао је две сезоне у Етоал-Спортингу, који је играо у швајцарској суперлиги. Затим је прешао у нижелигашки тим Ла Тур де Пелц и тамо остао девет сезона. Жакар је позван у швајцарску репрезентацију у сезони 1933–34 и играо је на Светском првенству у фудбалу 1934. године. Након повратка из Италије, изненадила га је чињеница да га је клуб пребацио у Монтре-Спортс, а да он није био умешан или чак ни свестан тога. Жакар је потом играо ову једну сезону за Монтре-Спортс, а на крају сезоне је затражио трансфер у Базел.
Жакар се придружио првом тиму Базела, са немачким тренером Алвином Римкеом, у сезони 1935–36. Жакар је дебитовао у домаћој лиги за свој нови клуб на гостујућој утакмици 22. децембра 1935. године, када је Базел играо против Јанг Бојса. Свој први гол за Базел постигао је 29. марта 1936. године у гостујућој утакмици против Јанг Фелоуз Цириха, где је његов тим поражен резултатом 2 : 4.
У Базеловој сезони 1936–37, аустријски тренер Хајнц Кернер преузео је место тренера тима. Кернер је био десети професионални тренер тима у историји Базела и њихов десети страни тренер, али је отишао током сезоне. Након тога, Жакар је преузео улогу играча-тренера. Жакар је био први професионални швајцарски тренер клуба. Само четири узастопне победе пред крај сезоне подигле су тим на претпоследње место на табели. Пошто су и Ла Шо де Фон и Базел имали по 20 бодова, морали су да се такмиче у плеј-офу за борбу за опстанак. Овај плеј-оф је завршен нерешено после продужетака и стога је био потребан реванш. Реванш утакмица је одиграна на стадиону Нојфелд у Берну 20. јуна 1937. године и завршена је победом Базела од 1 : 0, чиме су спречили испадање.
Следеће сезоне Жакар је предводио свој тим до четвртог места на табели. Жакар је играо само у 10 од 22 утакмице, а 9 од њих је било у првој половини сезоне. Жакар и тим су завршили сезону 1938/39 на последњем месту на табели и испали су у Прву лигу. Жакар је потом напустио клуб и придружио се Локарну. Између 1935. и 1939. године Жакар је одиграо укупно 79 утакмица за Базел и постигао укупно шест голова. 62 од ових утакмица биле су у швајцарској Серији А, шест у Швајцарском купу, а 11 су биле пријатељске утакмице. Постигао је четири гола у домаћем првенству, а преостала два су постигнута током тест утакмица.

### Тренер
Након четири сезоне у Локарну, Жакар је прешао у други клуб и потписао за Сервет. Током прве две сезоне са Серветом, Жакар је радио као играч-тренер, играјући барем једну утакмицу у свакој сезони. У сезони 1945/46. Жакар и његов тим освојили су швајцарско првенство. Остао је у Сервету до лета 1948. године.
За сезону 1948/49, Жакар је именован за тренера кантоналног Нешатела у Националној лиги Б, другом највишем рангу швајцарског фудбала у то време. У својој првој сезони завршили су на 5. месту. Годину дана касније, 1949/50, били су шампиони дивизије, победивши у 19 од 26 лигашких утакмица, претрпевши само два пораза. Жакар је имао три најбоља стрелца у свом тиму, Траугот Оберер је постигао 21 гол, Андре Факинети је постигао 19 голова, а Нума Монард 10. Кантонал је испао у Националну лигу А у сезони 1950–51, али је Жакар остао у клубу.
Међутим, годину дана касније, Жакар је отишао и постао тренер Кјаса. Остао је њихов шеф три године, пре него што се преселио у Лозана-Спорт лета 1955. године. Две године касније, Жакар се повукао из фудбала. Током свог времена у Ла Тур де Пејзу, Жакар је радио у продавници обуће. Током свог времена као управник Сервета, након Другог светског рата, отворио је сопствену продавницу обуће, коју је водио као управник чак и након што је отишао у фудбалску пензију.